# 沃尚
沃尚（法語：Vauchamps，法語發音：[voʃɑ̃]）是法国马恩省的一个市镇，位于该省西南部，属于埃佩尔奈区。

## 地理
沃尚（48°52'49"N, 3°36'57"E）面积12.88 平方千米，位于法国大東部大區马恩省，该省份为法国东北部内陆省份，北起阿登省，西北接埃纳省，西南接塞纳-马恩省，南至奥布省，东南接上马恩省，东临默兹省。
与沃尚接壤的市镇（或旧市镇、城区）包括：科罗贝尔、贝热尔苏蒙米拉伊、布瓦西勒勒波、让维利耶、蒙米拉伊、勒图尔特罗斯奈。

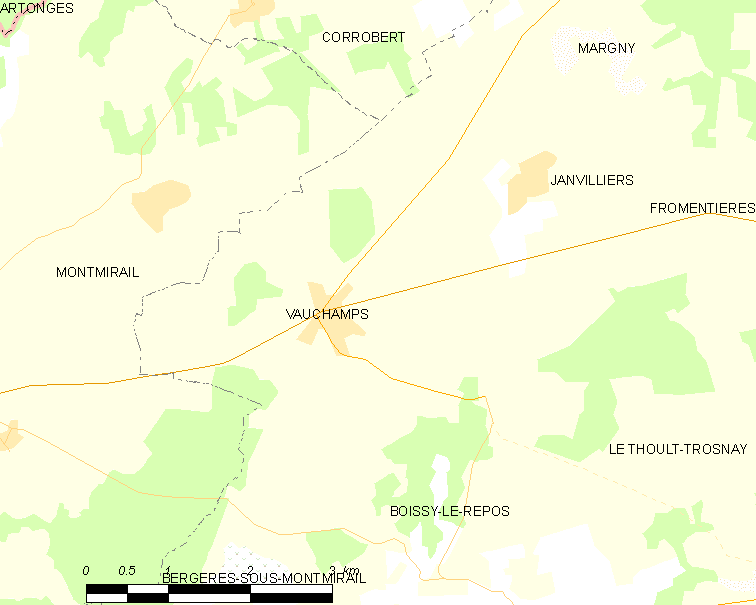
沃尚的OSM定位图

沃尚的时区为UTC+01:00、UTC+02:00（夏令时）。

## 行政
沃尚的邮政编码为51210，INSEE市镇编码为51596。

## 政治
沃尚所属的省级选区为塞扎讷-布里-香槟县。

## 人口

1962-2008年间沃尚人口变化图示

沃尚于2022年1月1日时的人口数量为341人。